# كياران دونيللي
كياران دونيللي (بالإنجليزية: Ciaran Donnelly)‏ (2 أبريل 1984 ببلاكبول في المملكة المتحدة - ) هو لاعب كرة قدم بريطاني في مركز الوسط. شارك مع منتخب إنجلترا تحت 16 سنة لكرة القدم ومنتخب إنجلترا تحت 18 سنة لكرة القدم ومنتخب إنجلترا تحت 19 سنة لكرة القدم. أما مع النوادي، فقد لعب مع بلاكبيرن روفرز وغلينافون وماكليسفيلد تاون ونادي بلاكبول ونادي ساوثبورت وكندل تاون ‏ ونادي بارو وA.F.C. Blackpool ‏ وفليتوود تاون.

## وصلات خارجية
- كياران دونيللي على موقع قاعدة بيانات كرة القدم.إي يو (الإنجليزية)
- كياران دونيللي على موقع Soccerbase.com (لاعب) (الإنجليزية)